# Les Heures : le matin, le jour
Les Heures : le matin, le jour est un film muet français réalisé par Louis Feuillade sorti en 1909.

## Fiche technique
- Date de sortie : France : février 1909

## Distribution
- Alice Tissot
- Renée Carl
- Christiane Mandelys
- Maurice Vinot
- Georges Wague
- Henri Duval